# Nightmare Kart
『Nightmare Kart』は、インディーゲームクリエイターのリリス・ワルターによって開発され、LWMediaより販売されたカートレーシングゲーム。キーアートなどは Corwyn Prichard によって描かれた。
過去にワルターが手掛けた『Bloodborne』のデメイク作品『en:Bloodborne PSX』と同様に、初代PlayStationから影響を受けたローポリアートスタイルを特徴としている。

## ゲームプレイ
本作は、ヴィクトリアン・スチームパンクの都市 Miralodia を舞台とし、2014年に発売されたPS4用ゲームソフト『Bloodborne』に大きく依拠したテイストを持つ。
フルキャンペーン、ボスファイト、VS バトルモードなどのモードが用意されている。20レーサー、16マップを選択でき、カートはドリフトやジャンプ・トリックなどを使うことでブーストを使用できるようになる。また、武器を使って他のカートを攻撃することも出来る。

## 開発とリリース
本作は当初、ワルターによる『en:Bloodborne PSX』開発中に作られたエイプリルフール用のジョーク映像であり、タイトルは『Bloodborne Kart』というものであったが、のちに単体で実際にリリースされることとなった。
2024年1月、LWMedia は『Bloodborne』の知的財産権の使用に関してソニーから接触を受け、 該当部の変更を行うためにリリースを延期した。これに伴い、タイトルも『Bloodborne Kart』から『Nightmare Kart』へ変更されることとなった。
2024年5月31日、Itch.io でリリースされ、同年6月5日、Steam でリリースされた。 Steam でのリリースの若干の遅れは、審査に時間が掛かったためとされる。

## 評価
本作は概ね好意的な評価を受けており、独特なレトロアートスタイルや、インディーデベロッパーによるものとしては比較的大規模なプロジェクトである点が称賛された。問題としては、レース中のAIのバランスの悪さを指摘された。